# Tropidorbis
Tropidorbis is een geslacht van weekdieren uit de klasse van de Gastropoda (slakken).

## Soort
- Tropidorbis mendicus Iredale, 1936